# Khutir Nadia
O Museu-Reserva Estatal Karpenko-Karyi "Khutir Nadia" é um sítio histórico nacional da Ucrânia que foi estabelecido em um território de propriedade que pertencia a Ivan Karpenko-Karyi, um dramaturgo e figura teatral do final do século XIX - início do século XX.
O pequeno complexo está localizado 29 km a oeste de Kropyvnytskyi (antigo Kirovohrad, Yelizavetgrad, Lyzavethrad) em uma vila de Mykolayivka e não muito longe da principal rota europeia E50.

## História

### Primeiros dias
A própria propriedade foi fundada em 1871 pelo pai do dramaturgo, Karpo Tobilevych, e nomeada em homenagem a sua esposa Nadiya Tarkovska. Mais tarde, Karpenko-Karyi escolheu esta propriedade como sua residência permanente.
No início, a família Tobilevych manteve a propriedade como uma modesta fazenda privada. Foi a partir dessa época que a "Cabana do Pai" e o antigo poço Chumak foram preservados. Depois de retornar de três anos de exílio político na primavera de 1887, Ivan Karpenko-Karyi se estabeleceu na fazenda e decidiu transformá-la em um canto pitoresco da natureza - em suas próprias palavras "um oásis no deserto".

### tempos soviéticos
O Khutir Nadia foi declarado um museu de reserva do estado em 1956. Desde então, a instituição é mantida pelo Museu Regional Kirovohrad. Muitas figuras proeminentes da cultura ucraniana celebraram sua singularidade, incluindo Yuri Yanovsky, Petro Panch, Oles Honchar e Alexander Korneichuk.
Em 1982, antes do 100º aniversário dos luminares do teatro ucraniano, eles restauraram o teatro que havia sido destruído em 1944. Na véspera do aniversário de 150 anos do dramaturgo foi inaugurado um novo teatro e exposição literária e memorial.
Tobilevich escreveu 11 de suas 18 peças em Khutir Nadia. Isso incluiu "Sto tyciach" ("Cem mil"), "Hazyain" ("Mestre"), o drama histórico "Sava Chaly", "Gandzya" e outros.
Em várias ocasiões, Mykola Sadovsky, Panas Saksahansky e M. Sadovska-Barilotti também viveram na mansão. Os visitantes incluíram os artistas Zanjkovetska, M.Kropyvnytsky, Starytsky e muitas outras figuras teatrais proeminentes, escritores e artistas.

## Coisas para ver
O complexo consiste na casa do pai de Tobilevich, um edifício memorial, o museu literário-memorial, um parque, uma área de arquitetura paisagística de 11 hectares, um lago e um busto de Karpenko-Kary. O tradicional festival de teatro "As joias de setembro" é realizado regularmente aqui.
O museu possui cerca de 2 mil exposições, muitas das quais pertencem a Tobylevych - Tarkovsky Arseny Aleksandrovich.

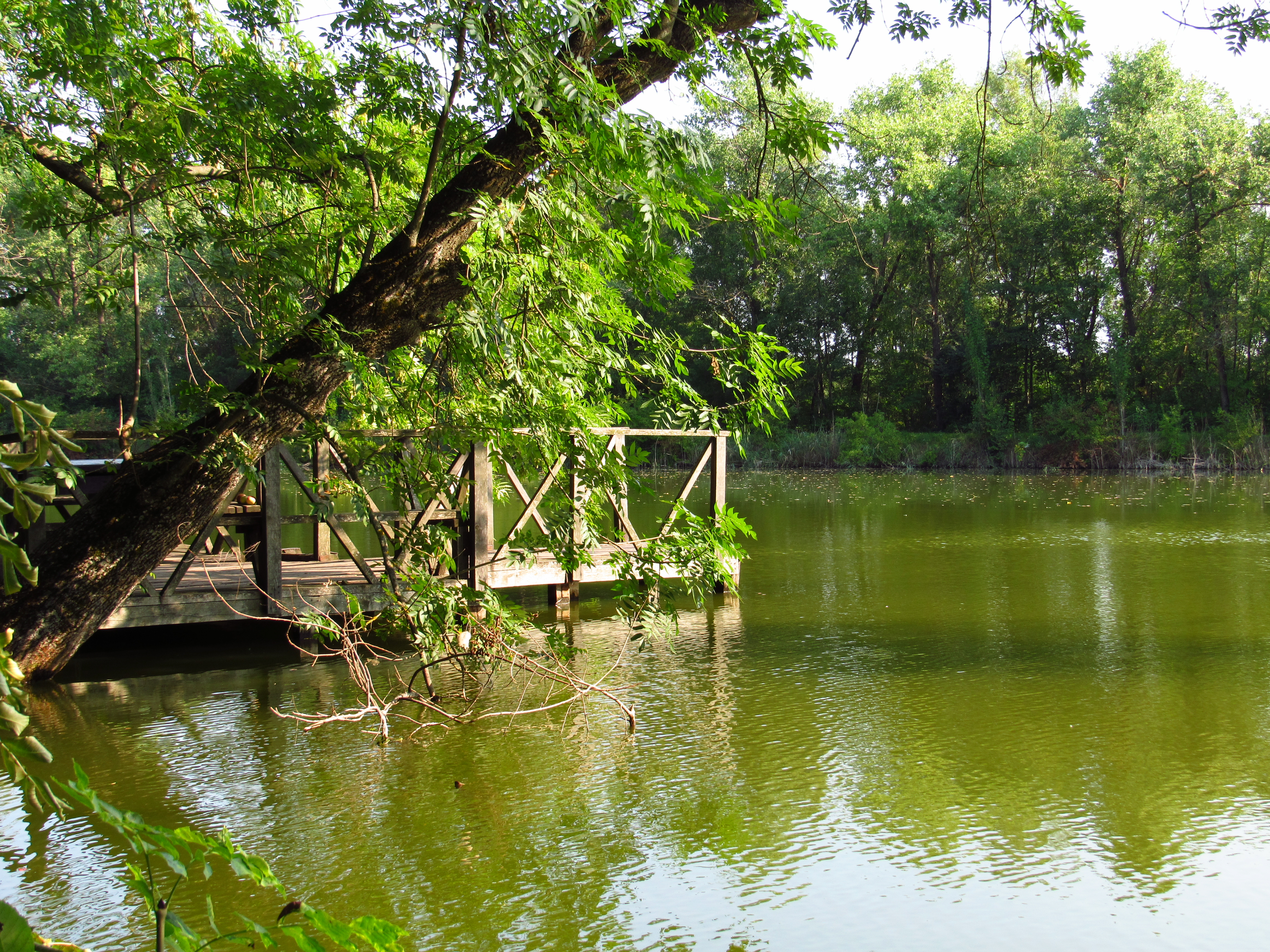
O lago no parque

O cemitério de Karlyuzhynskii fica próximo, onde Ivan Karpovich e sua família estão enterrados.

## O festival de joias de setembro
Em 1970, durante a celebração do 125º aniversário de Tobilevich, foi inaugurado o festival anual de teatro "The September Gems". Isso envolveu os maiores escritores e trabalhadores teatrais ucranianos modernos e tornou-se pan-ucraniano em 1990.

## Turismo
Todos os anos, "Khutir Nadia" recebe mais de 4.000 visitantes de diferentes regiões da Ucrânia e do exterior. Foi nomeado para ser uma das Sete Maravilhas da Ucrânia embora não tenha feito parte da lista final.